# Гартмут Шаде
Гартмут Шаде (нім. Hartmut Schade, нар. 13 листопада 1954, Радеберг) — східнонімецький футболіст, що грав на позиції півзахисника. По завершенні ігрової кар'єри — тренер.
Виступав, зокрема, за клуб «Динамо» (Дрезден), а також національну збірну НДР. У складі збірної — олімпійський чемпіон.

## Клубна кар'єра
Народився 13 листопада 1954 року в місті Радеберг. З 10-ти років Гартмут займався у футбольній школі команди «Роботрон» (Радеберг) під керівництвом свого батька. У 14 років його запросили в дрезденське «Динамо», де він і провів решту кар'єри. У чемпіонаті НДР він дебютував 31 березня 1973 року, в матчі 15-го туру проти берлінського «Уніона», вийшовши на заміну замість Герда Гайдлера. Це був його єдиний матч у сезоні 1972/73, в якому «Динамо» стало чемпіоном країни.

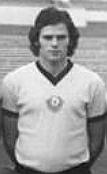
Гартмут Шаде під час виступів за «Динамо». 1976 рік.

Пізніше Шаде виграв ще три чемпіонати і став триразовим володарем Кубка НДР. У сезоні 1979/80 він отримав важку травму і вже не міг виступати на колишньому рівні. Під час реабілітації Гартмут закінчив інститут, ставши вчителем фізкультури. Повернувшись на поле в сезоні 1981/82, Шаде грав ще два роки, а потім завершив кар'єру після закінчення сезону 1983/84. За 11 років він зіграв 198 матчів в Оберлізі, забивши 34 голи і провів 35 матчів в єврокубках, забивши 5 голів.

## Виступи за збірну
У 1973 році Шаде посів з юнацькою збірною НДР (U-18) друге місце на юніорському турнірі УЄФА.
12 жовтня 1975 року дебютував в офіційних матчах у складі національної збірної НДР у відбірковому матчі на чемпіонат Європи 1976 року проти збірної Франції
У 1976 році Лаук у складі збірної поїхав в Монреаль на XXI літні Олімпійські ігри, на яких зіграв у чотирьох матчах своєї команди, забивши гол у фінальному переможному матчі проти збірною Польщі (3:1), завоювавши перші і єдині у своїй історії золоті олімпійські медалі.
Загалом протягом кар'єри у національній команді, яка тривала 6 років, провів у її формі 28 матчів, забивши 4 голи.

## Кар'єра тренера
Після закінчення ігрової кар'єри Шаде залишився у «Динамо», де спочатку став тренером з реабілітації, а у 1990 році — помічником головного тренера під керівництвом Райнгарда Гефнера. Незважаючи на успішну кваліфікацію до Бундесліги, обидва тренери були звільнені 3 червня 1991 року. Потім Шейд кілька років працював у галузі нерухомості, перш ніж повернутися в «Динамо», яке тоді вже виступало в Регіональній лізі «Нордост» і попрацював головним тренером з 1996 по 1998 рік.
З 1999 по березень 2001 року Шаде тренував резервну команду «Мюнхен 1860».

## Титули і досягнення
- Чемпіон НДР (4): 1972/73, 1975/76, 1976/77, 1977/78
- Володар Кубка НДР (3): 1976/77, 1981/82, 1983/84

Збірні
- Олімпійський чемпіон: 1976